# Condado de Karaj
Condado de Karaj (en persa: شهرستان کرج‎) es un condado iraní de la provincia de Elburz.

La capital del condado es Karaj.
En el censo del año 2006, la población del condado era 1,709,481 y contaba con 472,365 familias El condado se subdivide en dos distritos: El Distrito Central y el distrito de Asara. El condado tiene siete ciudades: Karaj, Asara, Garmdarreh, Kamal Shahr, Mahdasht, Meshkin Dasht y Mohammadshahr.